# Bideyiz
Bideyiz är en ort i Azerbajdzjan.   Den ligger i distriktet Şəki Rayonu, i den centrala delen av landet, 230 kilometer väster om huvudstaden Baku. Bideyiz ligger 685 meter över havet och antalet invånare är 1 258.
Terrängen runt Bideyiz är varierad. Närmaste större samhälle är Sheki, 13,7 kilometer nordväst om Bideyiz. 
Trakten runt Bideyiz består i huvudsak av gräsmarker. Runt Bideyiz är det ganska glesbefolkat, med 34 invånare per kvadratkilometer.